# 이블리스
이블리스(아랍어: إِبْلِيس Iblīs)는 꾸란에 자주 등장하는 인물로, 특히 아담(아랍어: ʾĀdam)의 창조물로 나타나고 아담에게 엎드려 절하는 모습으로 표현한다. 한편 아담에게 절을 거부한 뒤, 그는 천국에서 쫓겨났다. 황금 시대에 활동했던 신학자 대부분은 그가 천사(아랍어: malā'ikah)였다고 주장하였지만 현대에서는 대체로 진으로 간주한다.

## 어원
이블리스라는 단어는 BLS이라는 아랍어 어근 또는 "그가 절망을 느꼈다"라는 뜻에서 파생된 견해가 있다.

## 같이 보기
- 사마엘

## 참고 자료
1. ↑  에블리스(아랍어: Eblis[1]) 또는 이브리스(아랍어: Ibris)로도[2]부른다.
2. ↑  BLS은 원문으로 ب-ل-س로 표현하며 "비탄을 격다"라는 뜻이 있다.[7]
3. ↑  아랍어: بَلَسَ balasa